# The Future
《The Future》는 캐나다의 싱어송라이터 레너드 코언이 1992년에 발매한 아홉 번째 스튜디오 음반이다. 거의 한 시간 길이의 이 음반은 지금까지 코언의 가장 긴 음반이었다. 베를린 장벽 붕괴와 1992년 로스앤젤레스 폭동 모두 코언이 이 음반을 작업하고 녹음하는 동안 일어났는데, 이는 세계의 격동에 대한 그의 감각을 표현했다. 이 음반은 여러 스튜디오에서 많은 음악가들과 엔지니어들과 함께 녹음되었는데, 크레딧에는 거의 30명의 여성 가수들이 수록되어 있다. 이 음반은 코언의 이전 음반인 《I'm Your Man》의 성공을 바탕으로 만들어졌으며 압도적으로 긍정적인 평가를 받았다. 《The Future》는 영국 음반 차트에서 톱 40에 올랐고, 캐나다에서는 더블 플래티넘을 기록했으며, 미국에서도 25만 장이 팔렸다.

## 배경
코언은 1988년 그의 "컴백" 음반 《I'm Your Man》을 지원하기 위해 순회공연을 성공적으로 마친 후, 서인도 제도에서 심각한 자동차 사고로 젊은 남자가 4개월 동안 혼수상태에 빠지자 아들 아담의 회복을 돕기 위해 1년을 쉬었다. 코언은 또한 배우 리베카 데 모네이와 연애를 시작했다. 앤서니 레이놀즈는 그의 책 《Leonard Cohen: A Remarkable Life》에서 코언의 아홉 번째 스튜디오 음반 작업이 "단 한 번의 집중적인 노력으로 이루어진 것이 아니다. 사용된 스튜디오의 수는 두 배가 되었고 몬트리올과 로스앤젤레스 사이에 퍼져있었지만, 원래 계획은 몬트리올에서만 녹음을 하는 것이었지만, 《I'm Your Man》에서 작업했던 동일한 인력으로 작업했습니다. 이 음반에 참여한 출연진들은 영화 제작에 더 가까웠고 합창단과 오케스트라를 모두 포함했습니다." 수년간 코언의 작곡 과정은 쉬워지지 않았다. 《Q》와의 인터뷰에서, 그 가수는 "저는 작곡이 쉽다는 것을 결코 발견하지 못했습니다. 마침표를 찍습니다. 제 말은, 징징대거나 뭐 그런거 하고 싶진 않아요. 하지만... 나쁜 년이에요! 그건 끔찍한 일이죠. 저는 업무 상황에 적응할 수 있다는 점에서 매우 단련되어 있지만, 그 말을 떠올리는 것은 매우 어렵습니다. 심장을 짓누르고, 머리를 짓누르고, 그게 당신을 미치게 만들어요. 어느새 속옷 차림으로 카펫을 가로질러 '오렌지'의 운율을 찾으려고 해요. 끔찍하고 잔인한 일이죠 하지만 불평하는 게 아닙니다."

## 평가
| 전문가 평가                   | 전문가 평가 |
| 평가 점수                     | 평가 점수   |
| 출처                          | 점수        |
| ----------------------------- | ----------- |
| AllMusic                      | [ 5 ]       |
| Chicago Tribune               | [ 6 ]       |
| Entertainment Weekly          | A           |
| Los Angeles Times             | [ 8 ]       |
| NME                           | 6/10        |
| Q                             | [ 10 ]      |
| Rolling Stone                 | [ 11 ]      |
| The Rolling Stone Album Guide | [ 12 ]      |
| Spin Alternative Record Guide | 8/10        |
| The Village Voice             | A−          |

이 음반은 영국에서 36위까지 올랐고, 캐나다에서 골드, 플래티넘, 더블 플래티넘을 기록하며 경이적인 성공을 거두었다. 코언은 또한 1993년 《The Future》로 캐나다 주노상 최우수 남성 보컬상을 수상했다. 수상 소감에서 그는 "나 같은 목소리를 가진 사람이 캐나다에서만 올해의 보컬리스트 상을 받을 수 있다"고 말했다. 코언의 노래 〈Closing Time〉의 뮤직 비디오는 1993년 주노상에서 최우수 뮤직 비디오 상을 수상하기도 했다. 코언의 노래 〈Closing Time〉의 뮤직 비디오는 1993년 주노상에서 최우수 뮤직 비디오 상을 수상하기도 했다. 오리지널 《롤링 스톤》 리뷰에서 크리스천 라이트는 이 음반을 "서사시"라고 부르며 "미래는 쉽게 책이 될 수 있었다. 인간의 실패에 대한 더 골치 아프고 짜증나는 이미지는 쓰여지지 않았다." 올뮤직의 크리스토퍼 필더는 이 음반을 "우리 현대 세계의 정의와 절망의 개념에 도전할 것을 모두가 요구하는 하나의 긴 선언문"이라고 부른다. 2010년 전기 작가 앤서니 레이놀즈는 《The Future》를 "로르카, 부코스키, 로웰이 가사를 쓰고, 스키드로우의 늙은 위노가 부른 고전적인 거액의 예산 AOR"이라고 불렀다.

## 곡 목록
모든 곡들은 특별한 언급이 없는 한 레너드 코언에 의해 작사/작곡하였다.
| #  | 제목                        | 작사·작곡         | 재생 시간 |
| -- | --------------------------- | ----------------- | --------- |
| 1. | 〈The Future〉              |                   | 6:41      |
| 2. | 〈Waiting for the Miracle〉 | 코언, 샤론 로빈슨 | 7:42      |
| 3. | 〈Be for Real〉             | 프레드릭 나이트   | 4:32      |
| 4. | 〈Closing Time〉            |                   | 6:00      |
| 5. | 〈Anthem〉                  |                   | 6:09      |
| 6. | 〈Democracy〉               |                   | 7:13      |
| 7. | 〈Light as the Breeze〉     |                   | 7:14      |
| 8. | 〈Always〉                  | 어빙 벌린         | 8:04      |
| 9. | 〈Tacoma Trailer〉          |                   | 5:57      |

## 인증
| 국가                       | 인증        | 판매량/출하량 |
| -------------------------- | ----------- | ------------- |
| 캐나다 (뮤직 캐나다)       | 2× 플래티넘 | 200,000^      |
| 스웨덴 (GLF)               | 골드        | 50,000^       |
| 영국 (BPI)                 | 실버        | 60,000^       |
| 미국                       | —           | 225,000       |
| 요약                       |             |               |
| 전 세계                    | 빈칸        | 1,000,000     |
| ^출하량을 기반으로 한 인증 |             |               |